# Pou de glaç de la Banyeta
El Pou de glaç de la Banyeta és una obra de Palol de Revardit (Pla de l'Estany) protegida com a bé cultural d'interès local.

## Descripció
És una construcció enterrada, del planta circular i coberta per una volta de pedra. Situada en el punt més alt del turó a 200 metres del cementiri municipal i a prop de la c-150. L'interior no és visitable per trobar-se l'accés tapiat.